# St. Michaelis (Bremen)

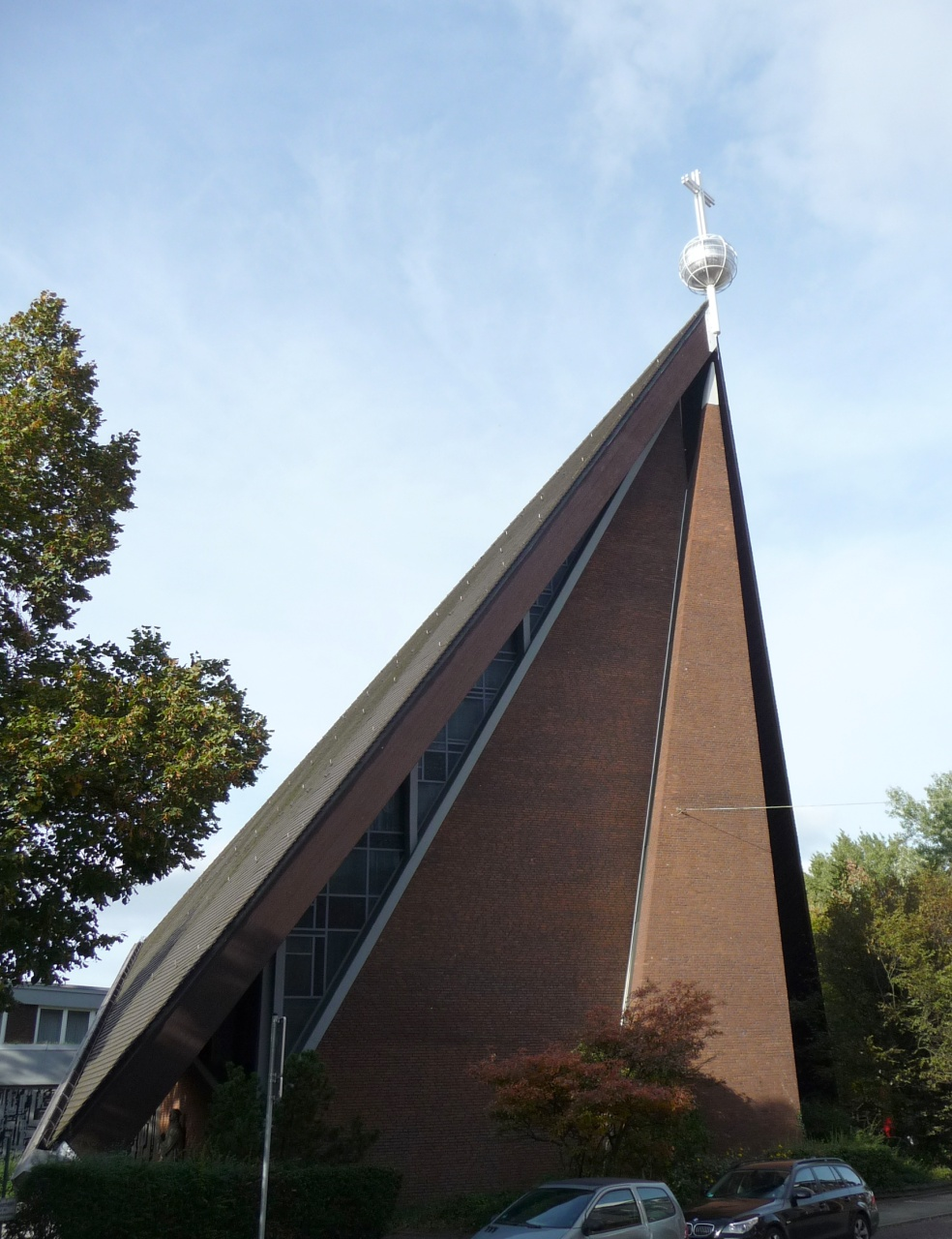
Die St.-Michaelis-Kirche

Die St.-Michaelis-Kirche ist eine evangelische Kirche im Bremer Ortsteil Bahnhofsvorstadt. Benannt wurde sie nach dem Erzengel Michael.

## Geschichte
Die bestehende Kirche hat mehrere gleichnamige Vorgänger.

### 10./11. Jahrhundert beim Dom
Unter Erzbischof Adalgar entstand östlich vom Dom eine Kapelle, die den Heiligen
Stephanus und Veit und dem Erzengel Michael geweiht war. In dieser Kirche wurden vom Bistum Bremen die Erzbischöfe Rimbert († 888), Adalgar († 909), Hoger († 915) und Reginward († 918) bestattet. Diese Kirche wurde 1035 abgerissen.

### 1194–1524 vor dem Ansgaritor
Die nächste Michaeliskirche lag vor dem Ansgaritor. Sie wurde nach offenbar längerem Bestehen 1194/98 als Kapelle erwähnt, in einem Vertrag mit einem Nonnenkonvent (wahrscheinlich Prämonstratenserinnen), der sie genutzt hatte, aber inzwischen nach Bergedorf bei Ganderkesee umgezogen war. Später unterstand sie dem Ansgarii-Kapitel. Seit etwa 1330 diente sie als Pfarrkirche. Von 1343 bis 1530 werden wiederholt Rektoren erwähnt, später dann ausstehende Einnahmen für 1524. Ihr Abriss 1524 kam Vandalismus gleich, Chronisten schreiben von „trunkenen Bürgern“.

### Ab 1524 in Walle
Nach dem Verlust des kleinen Gotteshauses wurde den Einwohnern von Walle, die bisher dort den Gottesdienst besucht hatten, gestattet, in ihrem Dorf eine Kirche gleichen Namens zu errichten, wozu sie wohl auch die Steine der Vorstadtkapelle nahmen. Als erster (nun evangelischer) Pfarrer dort wird ein Hermann Ko(c)k erwähnt. Die Ausstattung der Waller Michaeliskirche stammte außer aus der abgerissenen Michaeliskapelle aus der in deren Nähe gelegenen Johanniskapelle. Heute hat die Waller Kirche keinen Namenspatron mehr.
Die Pfarrrechte für die Vorstadt vor dem Ansgaritor gingen an das Stephanikapitel über.

### Ab 1697 vor dem Doventor

#### Barock
Von 1697 bis 1700 entstand wiederum eine Michaeliskirche in der Vorstadt, die am 13. Oktober 1700 eingeweiht wurde. Sie stand an der Kreuzung, wo der Weg vom  Doventor auf dem Weg traf, der vorher vom Ansgaritor zur alten Kapelle geführt hatte. Jener hatte aber durch die breite Umwallung mit Bastionen einen Umweg bekommen. Die neue Kirche diente als Pfarrkirche der westlichen Vorstädte vor dem Stephaniviertel und war ein schlichter Saalbau mit einem Dachreiter.

#### Neugotisch
An deren Stelle wurde von 1898 bis 1900 eine neugotische Backsteinkirche gebaut, initiiert von Pastor Otto Veeck und nach den Plänen des kaiserlichen Baurats Jürgen Kröger aus Berlin. Am 14. Oktober 1900 fand die Kirchweihe statt. Der einschiffige kreuzförmiger Zentralbau hatte einander kreuzende Satteldächer. Der Turm stand an einer Ecke. Der Innenraum war gewölbt und in den Kreuzarmen befanden sich Emporen. Der Innenausbau hatte eine hohe kunsthandwerkliche Qualität. 1934 wurde die Martin-Luther-Gemeinde im Findorffviertel von der Michaeliskirchgemeinde abgeteilt. Die vierte Michaeliskirche wurde im Zweiten Weltkrieg bei einem Luftangriff 1943 schwer beschädigt und verbrannte im Feuersturm der Nacht vom 18./19. August 1944. Die Ruine blieb für eine längere Zeit stehen, auf einem Luftbild von 1960 ist sie umgeben von Neubauten.

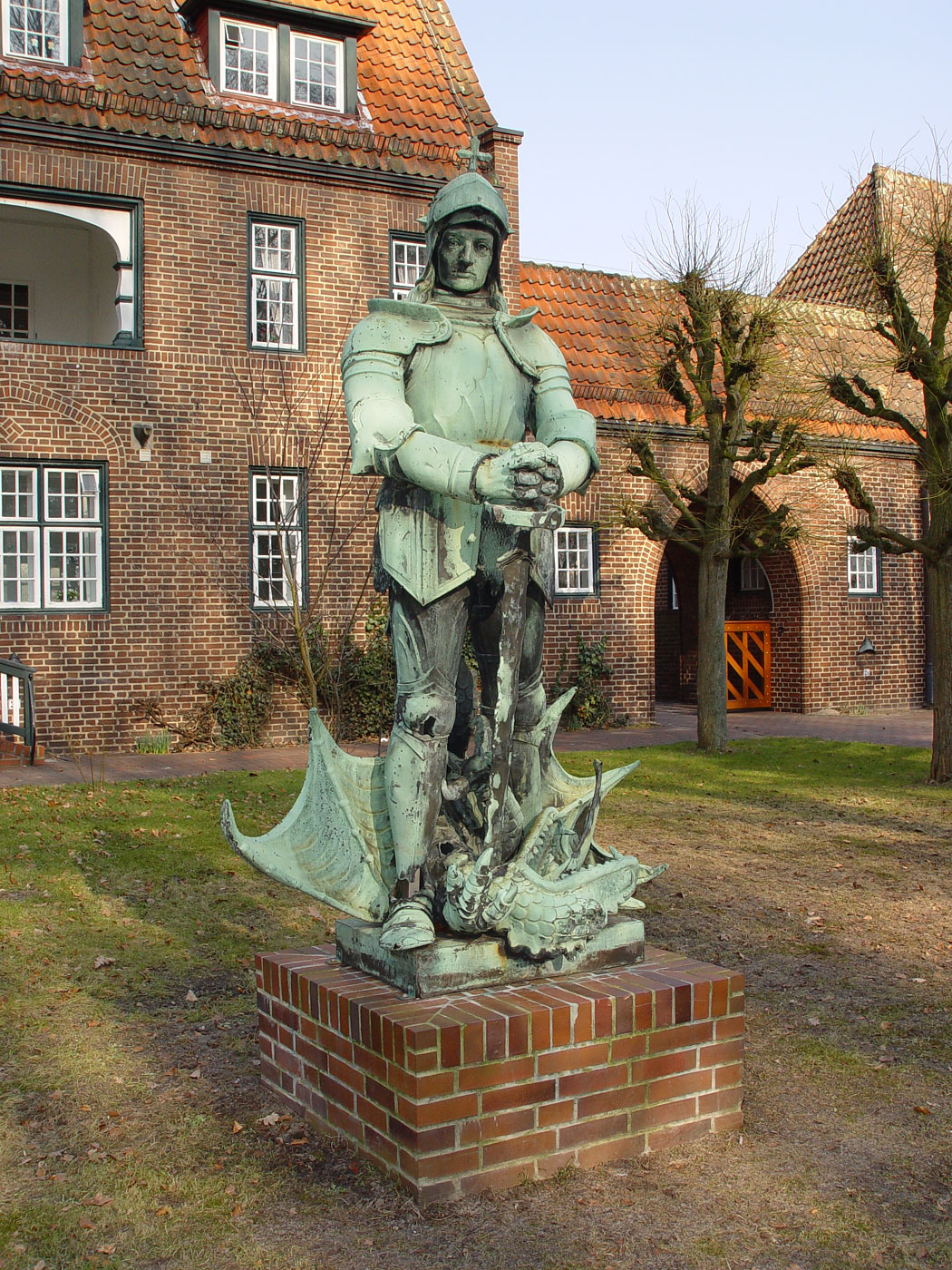
Standbild des Erzengels Michael mit dem bezwungenen Drachen

Eine neubarocke Bronzefigur des Erzengels Michael, gestiftet vom Bürgermeister Victor Marcus, geschaffen in Breslau vom Bildhauer Richard Grüttner, befand sich nach 1900 an der Kirche. Sie überstand den Krieg, wurde auf einem Lagerplatz verwahrt und sollte eingeschmolzen werden. Der aus Ägypten stammende Kaufmann Safwad Faltas erwarb und restaurierte sie 1974 und stellte sie am Schutzdeich in Warturm in Woltmershausen auf. Das Standbild steht heute vor dem Rosenhof der Egestorff-Stiftung in Osterholz (Siehe auch: Standbilder der Stadt Bremen).

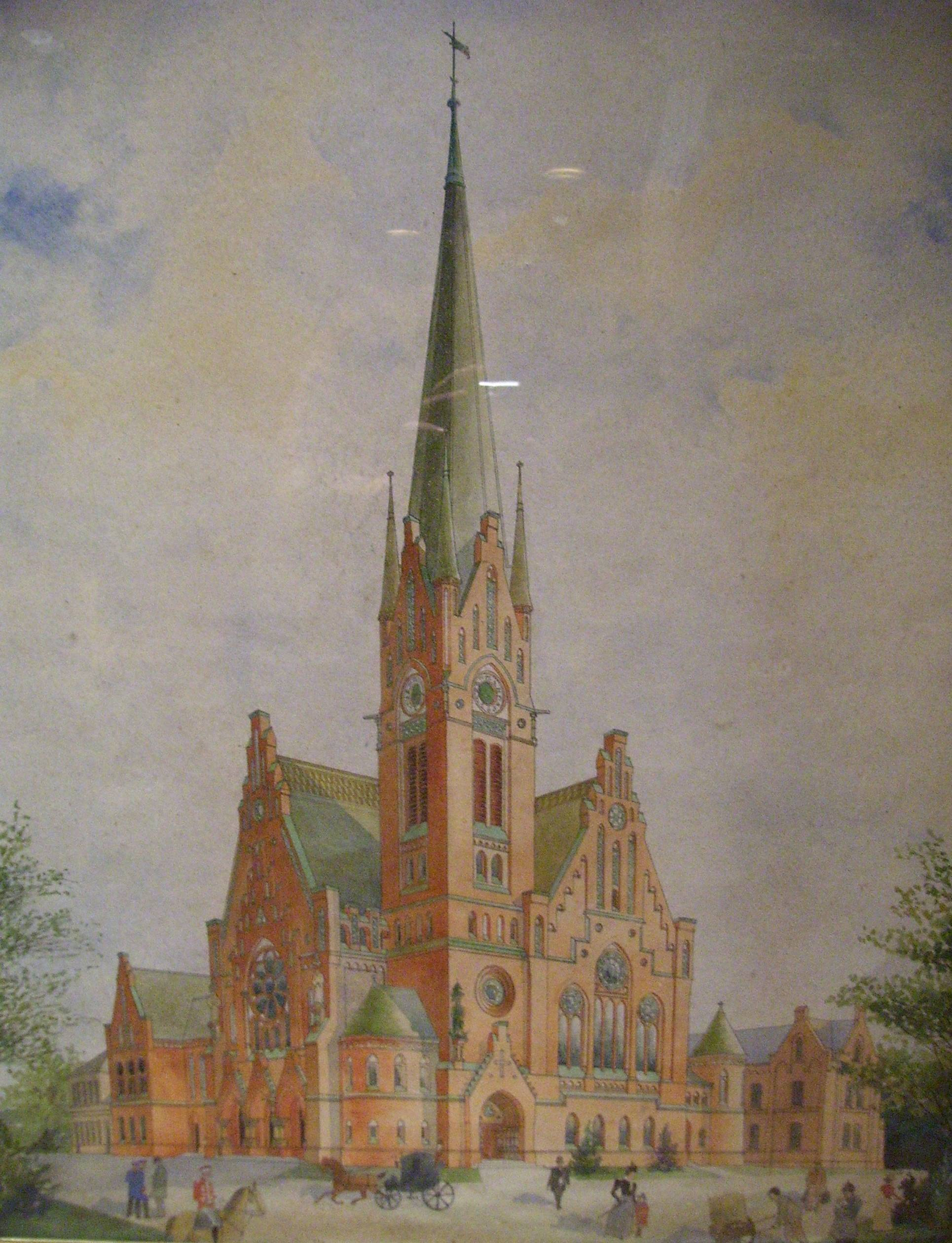
Die neugotische Michaeliskirche

#### Modern
Die Michaelisgemeinde wurde nach 1944 von der Martin-Luther-Gemeinde versorgt, 1960 wiederbelebt und 1965 dann selbstständig. Zunächst musste die Gemeinde in einem Kirchenbehelfsbau residieren. Die fünfte St. Michaelis-Kirche wurde von den Architekten Jörg Blanckenhorn und Gottfried Müller geplant, 1965/66 gebaut und am 27. November 1966 eingeweiht.

## Architektur
Die Kirche ist ein Backsteinbau und wirkt mit ihrem großen Dach aus zwei Dreiecken wie ein Zelt. Der Dachfirst steigt steil an und wird von einer Weltkugel und einem sieben Meter hohen und eine Tonne schweren Kreuz überragt. Der Kirchenraum ist rund 25 m hoch. Auf dem aufstrebenden, 32 m langen und 1,60 m hohen Mittelbalken ruht das ganze Gewicht des weit ausladenden Daches. Die Wände bestehen aus Backsteinen. Dem Eingangsraum geben die Farben der Glasbausteine vom Künstler Heinz Lilienthal eine lichte, gelöste Stimmung. Auch die Lichtbänder aus farbigem Betonglas im Inneren der Kirche stammen von Lilienthal.
Den wuchtigen Altar, wie auch die ganze Altarraumgestaltung hat der Worpsweder Künstler Ulrich Conrad entworfen. Für jeden Kirchenbesucher mittig im Blickfeld hängt das Kreuz, ebenfalls von Conrad entworfen. Die Besonderheit des Kreuzes: Der Gekreuzigte ist nicht in herkömmlicher Form auf dem Kreuz zu sehen, vielmehr hat der Künstler die Silhouette Jesu im Kreuz ausgespart.

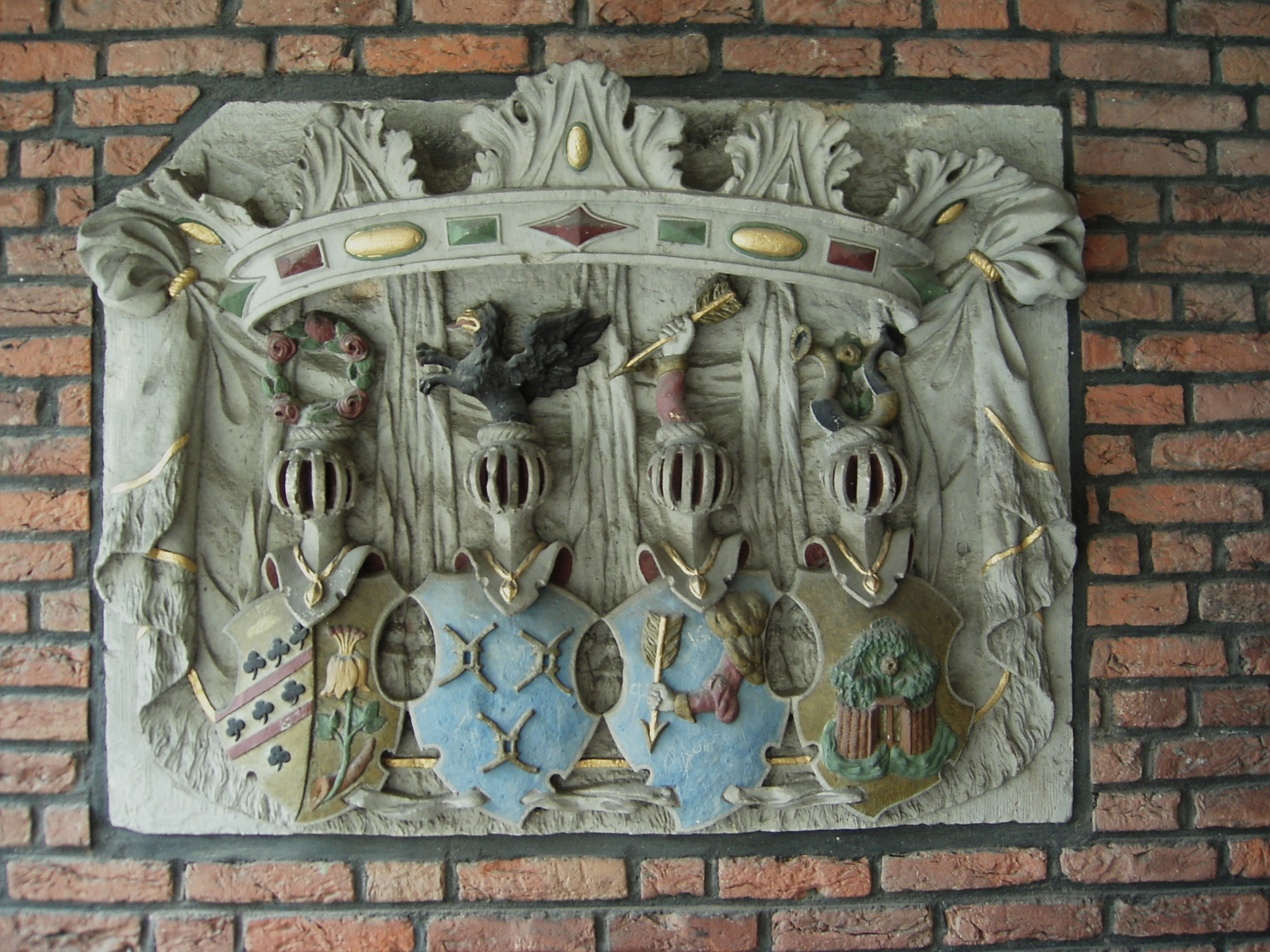
Wappenstein der Michaeliskirche von 1700

Die Kanzel ist kaum erhöht. Seitlich an der Kanzel sind Gitter, an dem kurzen Gitter ist eine Inschrift: Aus dem Brief des Paulus an die Epheser, Kapitel 2, steht hier: „Jesus Christus ist unser Friede. Er ist gekommen und hat als frohe Botschaft Frieden verkündigt, Frieden euch den Fernen und Frieden den Nahen, denn durch ihn haben wir beide in einem Geist den Zutritt zum Vater“. Am langen Gitter erkennt man aus der Nähe Möwen, die frisch gesäte Saat aufpicken, Dornen, die aufwachsendes Getreide ersticken, eine zu geringe Ackerkrume, die dies Getreide bald verdorren lässt und man erkennt die vollen Ähren.
Auf der großen Chor-Empore befindet sich die Orgel von dem Hamburger Rudolph Beckerath, eine vollmechanische Schleifenorgel mit 18 klingenden Stimmen in Haupt-, Brust- und Pedalwerk.
Im Eingangsbereich befindet sich an der Wand des Gemeindehauses der Wappenstein der Michaeliskirche von 1700, der seit 1973 unter Denkmalschutz steht.

## Kirchgemeinde
Die Kirchgemeinden St. Stephani (um 1050) und St. Michaelis (um 1330) gehen zurück bis ins Mittelalter. Der Theologe Otto Veeck war seit 1890 an der Kirche. Aus der Gemeinde St. Michaelis ging 1934 die Martin-Luther-Gemeinde im Findorffviertel hervor, die kriegsbedingt von 1944 bis 1960/65 für die Gemeinde St. Michaelis zuständig war.
Seit dem 1. Januar 2009 haben sich die beiden ehemals selbständigen Kirchgemeinden St. Michaelis und St. Stephani zur St. Michaelis – St. Stephani Gemeinde in Bremen zusammengeschlossen.